# NGC 3069
NGC 3069 is een spiraalvormig sterrenstelsel in het sterrenbeeld Leeuw. Het hemelobject werd op 15 maart 1876 ontdekt door de Deens-Ierse astronoom Johan Dreyer.

## Synoniemen
- IC 580
- MCG 2-26-5
- ZWG 64.10
- PGC 28788